# موشيه كلوغهافت
موشيه كلوغهافت Moshe Klughaft (من مواليد 8 يونيو 1980) هو مدير حملات انتخابية إسرائيلي  ومستشار استراتيجي وكاتب أغاني  وصانع أفلام. 
وقد أدار حملات لقادة عالميين وتم اختياره من قبل صحيفة جيروزاليم بوست كواحد من أكثر 50 يهوديًا تأثيرًا في العالم.

## حياته
ولد موشيه كلوغهافت في بات يام، وهو الابن الثالث لشايا مدرسة رياضيات، ومائير قائد كتيبة مدفعية.  وبعد أن أنهى خدمته العسكرية، درس الإعلان وحصل في الوقت نفسه على درجة البكالوريوس في العلوم السياسية والاتصالات من جامعة بار إيلان.
زأثناء دراسته، أنشأ كلوغهافت برنامجًا لإعداد بار متسفا موجه لليهود غير المتدينين. كما أنشأ أيضًا موقع بازلاند "Puzzleland"، وهو موقع لتسويق الألغاز عبر الإنترنت. 
في عامي 2005-2006 عمل كلوجافت كمتحدث باسم الاتحاد الوطني للطلاب الإسرائيليين وساعد في تنظيم احتجاجات الطلاب على الرسوم الدراسية. 

## مستشار سياسي واستراتيجي
كان كلوغهافت المستشار السياسي لبنينا روزنبلوم عندما خاضت الانتخابات التمهيدية لحزب الليكود. وفي عام 2006 عمل مستشارًا إعلاميًا للكنيست، وعمل مع شخصيات سياسية مختلفة، من بينهم إسرائيل حسون ورونيت تيروش. وفي عام 2006، شغل منصب المستشار الإعلامي للاحتجاجات التي نظمها جنود الاحتياط بعد حرب لبنان الثانية.
وفي عام 2011 كان المتحدث باسم اللجنة الاقتصادية في الكنيست. 
وفي نوفمبر 2012 أدار كلوغهافت حملة نفتالي بينيت لقيادة حرب البيت اليهودي والتي هزم فيها زيفولون أورليف. ولاحقا أدار حملة حزب البيت اليهودي في انتخابات الكنيست التاسعة عشرة، التي فاز فيها الحزب بـ 12 مقعدا، وهو أكبر عدد فاز به منذ عام 1977. وشارك كلوغهافت في الانتخابات التمهيدية التي أعيد فيها انتخاب بينيت كزعيم للحركة، وفي انتخابات الكنيست العشرين حيث تراجعت قوة البيت اليهودي. وواصل كلوغهافت عمله كمستشار استراتيجي لبينيت في مفاوضات الائتلاف.  
قام شمعون بيريز بتعيين كلوغهافت لإدارة حملته لتعزيز دراسة الرياضيات وتعزيز التميز الإسرائيلي في مجال الأمن السيبراني. 
وفي الفترة من يناير 2016 إلى يوليو 2017 عمل كلوغهافت كمستشار استراتيجي لمستشار النمسا كريستيان كيرن. 
وفي سبتمبر 2016 تم تعيينه كأحد المستشارين الاستراتيجيين في حملة الحزب الديمقراطي الاشتراكي في الانتخابات البرلمانية الرومانية.  وزاد الحزب سلطته إلى نحو 45% من مقاعد البرلمان. كما قدم كلوغهافت المشورة للحزب الليبرالي في كوسوفو. 
وخلف الكواليس كان يقدم المشورة لتمار زاندبرج في محاولتها لقيادة ميرتس في عام 2018. 
وفي الانتخابات البلدية في بات يام 2018، قدم المشورة لتسفيكا بروت، الذي هزم رئيس البلدية الحالي، يوسي بشار. 
قدم كلوغهافت المشورة لسالومي زورابيشفيلي، التي فازت في الانتخابات الرئاسية الجورجية في نوفمبر 2018.
وفي 2019-2020، عمل كمستشار لرئيس الوزراء بنيامين نتنياهو.
وفي يوليو 2021 عينه رئيس الوزراء نفتالي بينيت مستشارًا استراتيجيًا له.  وفي أكتوبر 2021،قاد فوز حزب "الحلم الجورجي" في الاستفتاء الجورجي، وكان المستشار الاستراتيجي للاعب كرة القدم السابق كاخا كالادزي في فوزه بانتخابات رئاسة بلدية تبليسي. 
عمل كلوغهافت كمستشار لوزارة الأمن العام والشرطة الإسرائيلية في إنشاء برنامج لحماية الأطفال على الإنترنت. 

## صناعة الأفلام
في أغسطس 2015، أنتج كلوجافت فيلم أفيف جيفن "عالم جديد"،  يتناول المخاطر التي يتعرض لها الأطفال على الإنترنت.
شارك كلوغهافت في كتابة سيناريو المسلسل الدرامي السياسي المثير "حكومة الظل" مع حاييم أفيهايل وراز يوفن. وتم بث المسلسل على قناة إتش أو تي HOT في عام 2018 

## تأليف الأغاني
كتب كلوجافت كلمات العديد من الأغاني، وغنى بعضها في الاحتفالات العامة. وكتب أغنية "ابتسامة طفل" تخليدا لذكرى شقيقه شموليك الذي توفي أثناء خدمته في الجيش الإسرائيلي. وكتب أغنية "لقد أصبحت أسيرًا" خلال حرب لبنان الثانية، وأغنية "نحن نستحق المزيد" وغناها جلعاد سيجيف وريعوت حسون في مسيرة دعت إلى استقالة إيهود أولمرت. وكتب "التهويدة" في عام 2010 بعد الغارة على أسطول غزة. وغنيت أيضًا في عام 2011 بصوت نينت طيب في حفل إضاءة الشعلة في يوم استقلال إسرائيل . وكتب أغنية "Shake Off" التي أداها أمير بنعيون، التي كتبت عام 2011 بعد مقتل عائلة فوغل. وصدرت أغنية "غني يا فتاة" "Sing Girl" في ألبوم للفنان يشاي ليفي صدر عام 2012. وفي يوليو 2015، في الذكرى السنوية العاشرة لفك الارتباط، قام ديفيد دور بأداء أغنية "بيتي يرحل معي" "My Home Goes with Me". 
وفي عام 2018، غنت ميري مسيكا وأمير بنعيون وديفيد دور أغنية "الوحيد المتبقي" "The Last One Left" باللغات العبرية والإنجليزية والعربية في الأمم المتحدة في نيويورك في اليوم العالمي لإحياء ذكرى المحرقة. وأديت الأغنية مرة أخرى عام 2020 بحضور العشرات من زعماء العالم.
في عام 2019، قام أمير بنعيون وإيشاي ريبو بأداء أغنية كلوغهافت "العد التنازلي". 
وقبل يوم ذكرى المحرقة 2019، بدأ كلوغهافت مشروع الاسم الأبدي لإحياء الأغاني من الأحياء اليهودية. وكان أفيف جيفين ونينيت طيب وموش بن آري من بين المطربين الذين شاركوا في المشروع. أما أغنية "أمي" التي كتبها لنوا كيريل، مبنية على كتابات أم أثناء الهولوكوست. 
وفي أبريل 2020، كتب كلوغهافت "الإفراج عن الأحلام" لشولي راند. وفي فبراير 2021، كتب أغنية "ارفع عينيك" التي تؤديها فرقة شالفا والتي كانت مخصصة لتحسين أحوال الأشخاص ذوي الإعاقة. كما كتب أغنية "Hold Strong" التي يؤديها أركادي دوتشين. وفي عام 2021، غنت ريفكا زوهار أغنيتيه "وإذا ذهبنا" و"ذكريات الطفولة" في ألبومها الحادي عشر "الاستماع إلى القلب".
وفي عام 2022، كان كلوغهافت من بين المبادرين لمشروع "الموسيقى التصويرية الثالثة" لإحياء ذكرى المحرقة من خلال الموسيقى. وبهذه المناسبة شارك في كتابة "طفلي" مع هاريل سقعت وسيفان تالمور وقاي ميزجر. 

## الجوائز
في عام 2008 اختير كلوغهافت من قبل مجلة فوربس باعتباره المستشار الإعلامي الثاني الأكثر تأثيرًا في إسرائيل (بعد مستشار رئيس الوزراء) وواحدًا من أكثر 100 شاب إسرائيلي تأثيرًا.   
وفي ديسمبر 2013 اختير كأفضل مدير سياسي واعد في إسرائيل من قبل صحيفة "جلوبز". 
صنفت صحيفة " جيروزاليم بوست " كلوغهافت ضمن أكثر 50 يهوديًا تأثيرًا في العالم لعام 2020. 

## حياته الشخصية
تزوج كلوغهافت من شارون وتعمل مهندسة معمارية، ولديهما ثلاثة أطفال.